# Istarsko govedo
Istarsko govedo, poznato kao i boškarin, autohtona je hrvatska pasmina goveda. Pripada skupini krupnih goveda podolskoga tipa. Volovi dosežu težinu od 1100 do 1300 kg.

 
Istarsko govedo bilo je široko rasprostranjeno na području istarskog poluotoka i djelomično na otoku Krku. Do smanjenja brojnosti populacije dolazi osamdesetih godina dvadesetoga stoljeća. Od 1990. djeluje Savez uzgajivača istarskog goveda koji radi na zaštiti i očuvanju preostale populacije istarskog goveda.

## Vanjske poveznice
- Agencija za ruralni razvoj Istre - Trajna zaštita istarskog goveda
- Reprodukcijske odlike istarskog goveda
- Genetska struktura i održivost populacija autohtonih pasmina goveda u Hrvatskoj